# Gouvernement Otorbaiev
République kirghize
Satybaldiev Sarïev I
Le gouvernement Otorbaiev est le gouvernement du Kirghizistan entré en fonction le 4 avril 2014. Il est dirigé par Joomart Otorbaiev.

## Historique

### Formation
La composition du gouvernement est approuvée par le Parlement le 3 avril 2014. Le vice-Premier ministre sortant et Premier ministre par intérim Joomart Otorbaiev est élu Premier ministre du Kirghizistan.
Le gouvernement est nommé le lendemain.

## Composition
| Poste                                                   | Titulaire | Titulaire              | Parti       |
| ------------------------------------------------------- | --------- | ---------------------- | ----------- |
| Premier ministre                                        |           | Joomart Otorbaiev      | Ata-Meken   |
| Premier vice-Premier ministre                           |           | Tayyrbek Sarpashev     | SDPK        |
| Vice-Premier ministre                                   |           | Abdyrakhman Mamataliev |             |
| Vice-Premier ministre                                   |           | Valery Diehl           |             |
| Vice-Première ministre                                  |           | Elvira Sarïeva         |             |
| Ministre des Affaires étrangères                        |           | Erlan Abdyldaev        | Indépendant |
| Ministre de l'Agriculture et de la Gestion de l'eau     |           | Taalaibek Aidaraliev   |             |
| Ministre de la Culture et du Tourisme                   |           | Kamila Talieva         | Ar-Namys    |
| Ministre de la Défense                                  |           | Abibilla Kudaiberdiev  |             |
| Ministre du Développement social                        |           | Kudaibergen Bazarbayev |             |
| Ministre de l'Économie et des Politiques anti-monopoles |           | Temir Sarïev           | Ak-Shumkar  |
| Ministre de l'Éducation et de la Science                |           | Kanat Sadykov          | SDPK        |
| Ministre de l'Énergie et de l'Industrie                 |           | Osmonbek Artykbaev     |             |
| Ministre des Finances                                   |           | Olga Lavrova           | Ar-Namys    |
| Ministre de l'Intérieur                                 |           | Abdylda Suranchiev     |             |
| Ministre de la Jeunesse et du Travail                   |           | Alisbek Alymkulov      | SDPK        |
| Ministre de la Justice                                  |           | Almambet Shykmamatov   | Ata-Meken   |
| Ministre de la Santé                                    |           | Dinara Sagimbaeva      | SDPK        |
| Ministre des Situations d'urgence                       |           | Koubatbek Boronov      | Respoublika |
| Ministre des Transports et des Communications           |           | Kalykbek Sultanov      | Ata-Meken   |